# Planococcaceae
Planococcaceae, del latin planus, "plano", y del griego clasico κόκκος (kókkos), "esfera", es una familia de bacterias grampositivas.

## Géneros
Esta familia contiene los siguientes géneros:
- Bhargavaea
- Caryophanon
- Chryseomicrobium
- Crocinobacterium
- Filibacter
- Jeotgalibacillus
- Kurthia
- Paenisporosarcina
- Planococcus
- Planomicrobium
- Rummeliibacillus
- Savagea
- Solibacillus
- Sporosarcina
- Tetzosporium
- Ureibacillus
- Viridibacillus